# 미사일 보트

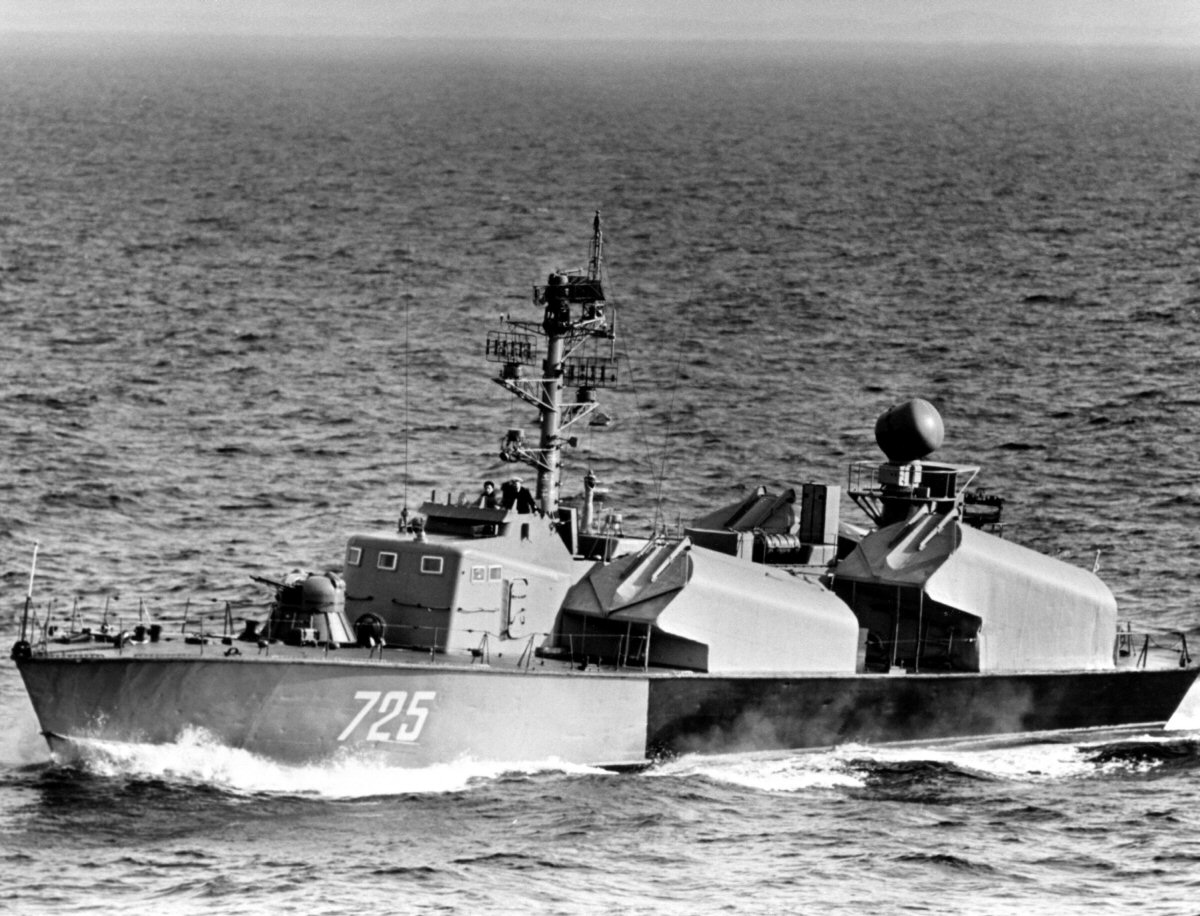
프로젝트 205형 미사일정

미사일 보트(missile boat) 또는 미사일 커터(missile cutter)는 대함 미사일로 무장한 작고 빠른 군함이다. 미사일 보트는 구축함, 호위함 등 다른 군함보다 크기가 작아서 저렴한 비용으로 해군을 구성하려는 국가에서 인기가 높다. 이 함선은 제2차 세계 대전의 어뢰정과 개념이 유사하다. 실제로 최초의 미사일 보트는 어뢰 발사관을 미사일 발사관으로 교체한 개조된 어뢰정이었다.
미사일 보트 사용의 기본 교리는 방어 및 화력보다 이동성의 원칙에 기반을 두고 있다. 적절한 유도 미사일과 전자 대응 기술의 출현으로 군함은 이제 강력한 무기를 탑재한 채 적을 압도하고 몸을 숨길 수 있도록 설계될 수 있다는 생각이 탄생했다.
이전에는 해군 포병의 위력을 높이려면 더 큰 발사체가 필요했고, 이로 인해 더 크고 무거운 총이 필요했으며, 결과적으로 이러한 총과 탄약을 운반하고 반동을 흡수할 더 큰 선박이 필요했다. 이러한 추세는 제2차 세계 대전의 거대 전함에서 정점에 이르렀다. 제2차 세계대전이 진행 중이었음에도 불구하고 잠수함과 항공기, 특히 항공모함에서 발사된 항공기는 대형 전함이 주요 전쟁의 표적에 불과하다는 사실을 분명히 보여주었다. 유도 폭탄과 대함 미사일은 항공모함 외부의 대형 전함의 유용성을 더욱 감소시켰다.
정교한 대함 미사일을 장착한 미사일 보트, 특히 떼로 사용될 경우 가장 큰 주력함에도 심각한 위협이 될 수 있으며 어뢰로 가능한 것보다 훨씬 더 넓은 범위에서 그렇게 할 수 있다.

## 같이 보기
- 고속어뢰정
- 탄도미사일 잠수함